# سبوه نرسسیان
سبوه نرسسیان (ارمنی: Սեպուհ (Արշակ) Ներսիսյան; انگلیسی: Sebouh (Arshag) Nersesian؛ ۱۸۷۲ – درگذشته ۱۹۴۰) ژنرال ارمنی که دست راست ژنرال آندرانیک اوزانیان بود.

## زندگی
وی با نام اصلی آرشاک نرسسیان در ۱۸۷۲ در تومنا (روستایی در شمال بایبورد) (در ترکیه کنونی) به دنیا آمد. 

## فعالیت‌های انقلابی
در سال ۱۸۸۹ وی کنستانتینوپل را ترک نمود. در سال ۱۸۹۴ ژنرال سبوه از حزب سوسیال دموکرات هنچاکیان جدا شد و به فدراسیون انقلابی ارمنی پیوست. 

## درگذشت
در سال ۱۹۳۶ وی به همراه خانواده اش به نیویورک نقل مکان نمود. در در سن ۶۶ سالگی در روز ۳۱ ژوئیه ۱۹۴۰ درگذشت. در روز ۲۰ نوامبر ۲۰۱۴ بقایای جسد ژنرال سبوه به صورت رسمی ایروان در گورستان نظامی یرابلور به خاک سپرده شد.

## نگارخانه

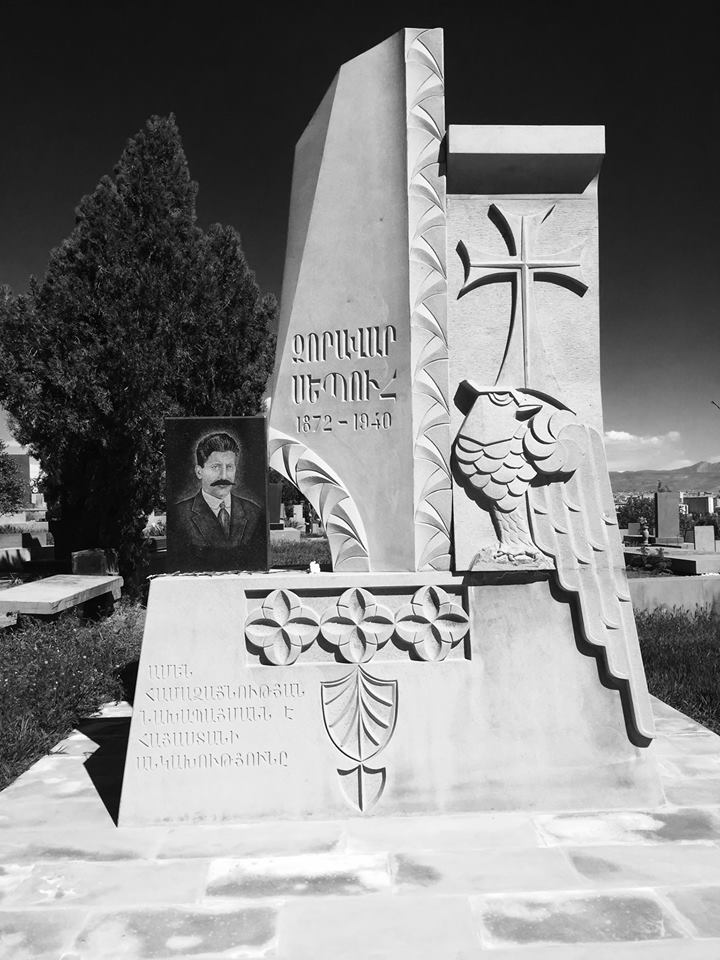